# Kim Eun-ho
Kim Eun-ho (* 2. Juli 1996) ist ein ehemaliger südkoreanischer Skilangläufer.

## Werdegang
Kim startete im Dezember 2012 in Alpensia Resort erstmals im Skilanglauf-Far-East-Cup und belegte dabei den 31. Platz über 10 km klassisch und den 28. Rang über 15 km Freistil. Bei der Winter-Universiade 2015 in Štrbské Pleso errang er den 68. Platz im Sprint und den 13. Platz mit der Staffel. Im August 2015 holte er im Sprint beim Australia/New-Zealand-Cup in Snow Farm seinen ersten Sieg im Continental-Cup. Im Februar 2017 lief er in Pyeongchang erstmals im Skilanglauf-Weltcup und erreichte dabei mit dem 50. Platz im Sprint, dem 36. Rang im Skiathlon und mit dem 19. Rang im Teamsprint seine besten Platzierungen in dieser Rennserie. Im selben Monat erreichte er bei den Winter-Asienspielen in Sapporo den 14. Platz im Sprint, den 11. Rang über 15 km Freistil und den achten im 30-km-Massenstartrennen. Bei den Olympischen Winterspielen 2018 in Pyeongchang belegte er den 85. Platz über 15 km Freistil und den 26. Rang zusammen mit Kim Magnus im Teamsprint. Seine beste Platzierung bei der Winter-Universiade 2019 in Krasnojarsk war der 24. Platz im Sprint. In der Saison 2020/21 gewann er die Gesamtwertung des Far East Cups und belegte bei den Nordischen Skiweltmeisterschaften 2021 in Oberstdorf den 77. Platz im Sprint, den 75. Rang über 15 km Freistil und den 23. Platz im Teamsprint. Zudem startete er im März 2021 im Engadin letztmals im Weltcup, wobei er den 77. Platz im 15-km-Massenstartrennen und den 76. Platz in der Verfolgung errang.

## Siege bei Continental-Cup-Rennen
| Nr. | Datum             | Ort             | Disziplin        | Serie                     |
| --- | ----------------- | --------------- | ---------------- | ------------------------- |
| 1.  | 28. August 2015   | Snow Farm       | Sprint klassisch | Australia/New Zealand Cup |
| 2.  | 20. Januar 2020   | Alpensia Resort | 10 km Freistil   | Far East Cup              |
| 3.  | 4. Februar 2021   | Alpensia Resort | 10 km Freistil   | Far East Cup              |
| 4.  | 27. Dezember 2021 | Pyeongchang     | 10 km Freistil   | Far East Cup              |